# 29 (broj)
29 (dvadeset devet) je broj, numeral i ime glifa koji predstavlja taj broj. To je prirodni broj koji sledi posle broja 28, a prethodi broju 30.
29 je prost broj
On je neparan dvocifreni broj treće desetice. 29 je pretposlednji broj treće desetice. Sastoji se od dve desetice i devet jedinica. On se ne može deliti parnim brojevima bez ostatka.

## Istorijske godine
- 29. p. n. e.
- 29.
- 1929
- 2029